# スタロドゥーブ公国 (スタロドゥーブ・ナ・クリャージメ)
スタロドゥーブ公国（ロシア語: Стародубское княжество）は、スタロドゥーブ（スタロドゥーブ・ナ・クリャージメとも。都市は現存せず）を首都として成立した、ウラジーミル・スーズダリ大公国の分領公国である。13世紀初めに成立し、15世紀初めに消滅した。

## 地理
スタロドゥーブ公国の領土は正確には不明であるが、V.クチキン(ru)の説によれば、公国はクリャージマ川両岸に比較的広範囲の領地を有しており、クリャージマ川右岸ではネレフタ川(ru)からメテラ川の間を領有し、クリャージマ川左岸ではウヴォヂ川(ru)下流に達していたとされる。また公国の南端は、タラ川(ru)中流域のサルィエヴォ(ru)付近であったとされている。

## 歴史
スタロドゥーブ公国の最初の分離は、1217年から1718年ごろ、前ウラジーミル大公フセヴォロドの子ウラジーミルが所領を得て形成された。しかし10年後にウラジーミルが死亡すると、スタロドゥーブ公国は再びウラジーミル・スーズダリ大公国領に組み込まれた。
1238年、ウラジーミル大公ヤロスラフは世襲領（ヴォチナ(ru)）として、先のスタロドゥーブ公ウラジーミルの弟・イヴァンにスタロドゥーブ公国を与えた。以降、イヴァンの子孫がスタロドゥーブ公国を継承・統治した。
14世紀半ばより、スタロドゥーブ公国にモスクワ大公国が食指を動かし始め、内政干渉が行われるようになった。ドミトリー(ru)、イヴァン(ru)ら14世紀半ばのスタロドゥーブ公は、ニジェゴロド公（後ウラジーミル大公）ドミトリー(ru)と同盟を結ぶが、政権闘争に敗れたニジェゴロド公ドミトリーは、1363年にモスクワ大公ドミトリー（後のドミトリー・ドンスコイ）によってウラジーミル大公位を追われた。スタロドゥーブ公イヴァンもこれに連座して、公位を弟のアンドレイ(ru)に譲り、自身はニジェゴロド公に仕える勤務公となった。アンドレイならびにスタロドゥーブ公国は、その権限をモスクワ大公によって減殺された。なお、公位自体はアンドレイの子孫が相続を続けており、系譜においては、ポジャルスキー家(ru)、ガガリーン家(ru)などの後世の貴族の家系は、スタロドゥーブ公の後裔と記されている。
14世紀末から15世紀初めにかけて、公国領は徐々に複数の分領地へと分裂していき、最終的には、最後のスタロドゥーブ公ウラジーミル(ru)の死後にモスクワ大公国に接収された。